# Daniel Pawłowski (jezuita)
Daniel Pawłowski herbu Jastrzębiec (ur. 24 XII 1627 na Wołyniu, zm. 21 VIII 1673 w Rawie) –
polski jezuita, pisarz teologiczny.

## Życiorys
Urodził się w rodzinie ruskiej. Na katolicyzm łaciński przeszedł w kolegium jezuitów w Ostrogu. Wstąpił do zakonu 10 IX 1642 w Krakowie. Święcenia kapłańskie otrzymał w 1654 w Poznaniu. W latach 1655–1658 przebywał w prowincji niemieckiej: odbył trzecią probację w Oettingen, wykładał dialektykę i logikę w Eichstätt. Po powrocie do Rzeczypospolitej profesor kontrowersji w Kaliszu (1658–1659), filozofii i matematyki w Poznaniu (1659–1660), teologii polemicznej tamże (1660–1662) oraz teologii dogmatycznej we Lwowie (1662–1663) i Poznaniu (1663–1668), prefekt kolegium jezuitów w Kaliszu (1668–1669), profesor teologii dogmatycznej w Krakowie (1669–1672) oraz instruktor trzeciej probacji w Jarosławiu (1672–1673). Kasper Niesiecki pisze o nim: ślub uczynił, z żadnej się ani funkcji, ani miejsca starszym nie wymawiać; mąż świątobliwy.
Wybitny przedstawiciel polskiej szkoły duchowości, uczeń Kaspra Drużbickiego. Do jego dzieł należą:
- Locutio Dei ad cor religiosi (I wydanie Kalisz 1673, później jeszcze ok. 30 edycji w Polsce i w Europie, także w innych językach)
- Mowa boska do serca zakonnika (Poznań 1675, kilka wydań)
- Gottes Ansprach zum Herzen eines Religiosen (Kolonia 1692, kilka wydań)
- Locucion de Dios al coraçon del religioso (Coimbra 1739)
- Conceptus duo admirabiles. Meridies ante ortum (Poznań 1667, później jeszcze wiele wydań)
- Fundamentum vitae aeternae (Praga 1711)
- Vita ex morte seu collectiones de morte (Praga)
- Sacrificium amoris (Kraków 1712)
- Oratio de sancto Thoma Aquinate (1664)
- Coronatum nomen. Panegyricus Stephano Wierzbowski episcopo posnaniensi (Poznań 1665)
- Vita patris Gasparis Druzbicki Poloni Societatis Jesu (Kraków 1670, kilka wydań)
- Wierna życia wielebnego księdza Kaspra Drużbickiego e Societate Jesu relacja (Zamość 1700)
- Theologicarum annotationum hexadem (Frankfurt nad Odrą 1702, autorstwo niepewne)